# Толанд, Грегг
Грегг Толанд (англ. Gregg Toland, 29 мая 1904, Чарльстон, Иллинойс — 28 сентября 1948, Лос-Анджелес, Калифорния) — американский кинооператор, известен своими достижениями в работе со светом, глубинной мизансценой. Стремился добиться объёмности изображения при съёмке на большой глубине резкости. Наиболее известен по работе над фильмом «Гражданин Кейн» совместно с режиссёром Орсоном Уэллсом.
В 1930-х годах Толанд был самым молодым кинооператором в Голливуде, и при этом одним из самых востребованных. За семилетний период (1936—1942), он был пять раз номинирован на «Оскар» за лучшую операторскую работу, а в 1939 году получил эту премию за работу над фильмом «Грозовой перевал».
Работал с ведущими кинорежиссёрами 1920-х, 1930-х и 1940-х, включая Джона Форда, Говарда Хоукса, Эриха фон Штрогейма, Кинга Видора, Орсона Уэллса и Уильяма Уайлера.
Перед самой смертью был сосредоточен на создании объектива с бесконечной глубиной резкости, способного держать в фокусе одновременно приближенные и удалённые объекты.

## Биография
Родился в штате Иллинойс. Единственный сын Дженни и Фрэнка Толандов. Спустя несколько лет после развода родителей в 1910 году, Грегг вместе с матерью переехал в Калифорнию. Благодаря тому, что Дженни была домработницей у нескольких представителей кинобизнеса, 15-летнему Толанду удалось получить работу посыльного в «Уильям Фокс Студиос» за 12 долларов в неделю. Вскоре он получал уже $18 в неделю в качестве ассистента кинооператора.
С приходом звука в кино в 1927 году акустический шум, создаваемый кинокамерами, стал большой помехой для синхронных съёмок, заставляя кинооператоров использовать громоздкие шумоподавляющие боксы. Толанд принял участие в разработке устройства, снижающего шум от камеры и при этом позволяющего свободно передвигать киноаппарат.
В 1931 году Толанд впервые выступает в качестве полноправного автора на картине Эдди Кантора «Цветущие дни».
Свой первый «Оскар» он получает в 1939 году за работу над фильмом «Грозовой перевал» режиссёра Уильяма Уайлера. Вскоре он знакомится с Орсоном Уэллсом, который после привлечет его к работе над «Гражданином Кейном». На съёмках «Кейна» Толанд применил метод съёмки на большой глубине резкости, добиваясь резкого изображения как приближенных к камере, так и удаленных от неё объектов.
Толанд весьма скоро стал самым высоко оплачиваемым кинооператором, заработав около $200,000 за трехлетний период.
Его карьера трагически оборвалась в 1948 году. В возрасте 44 лет Грегг Толанд скоропостижно скончался от коронарного тромбоза.
У Толанда остались дочь Лотиан от второго брака и два сына, Грегг мл. и Тимоти, от третьего брака.

## Вклад «Гражданина Кейна»
Некоторые историки кино считают, что блестящее визуальное решение фильма «Гражданин Кейн» является личной заслугой Грегга Толанда. Тем не менее, исследователи творчества Орсона Уэлса утверждают, что визуальный стиль «Кейна» схож со многими другими фильмами Уэллса и потому должен считаться заслугой режиссёра. Однако фильмы Уэллса, визуально похожие на «Гражданин Кейн» («Великолепные Эмберсоны», «Незнакомец», «Печать Дьявола») были сняты сподвижниками Толанда, Расселлом Мэтти и Стэнли Кортесом.

## Избранная фильмография
- 1929 — Бульдог Драммонд / Bulldog Drummond (реж. Фрэнк Джонс)
- 1934 — Мы снова живы / We Live Again (реж. Рубен Мамулян)
- 1935 — Брачная ночь / The Wedding Night (реж. Кинг Видор)
- 1936 — Эти трое / These Three (реж. Уильям Уайлер)
- 1936 — Приди и владей / Come and Get It (реж. Говард Хоукс, Уильям Уайлер)
- 1937 — Тупик / Dead End (реж. Уильям Уайлер)
- 1939 — Интермеццо / Intermezzo: A Love Story (реж. Грегори Ратофф)
- 1939 — Грозовой перевал / Wuthering Heights (реж. Уильям Уайлер)
- 1940 — Гроздья гнева / The Grapes of Wrath (реж. Джон Форд)
- 1940 — Долгий путь домой / The Long Voyage Home (реж. Джон Форд)
- 1940 — Человек с Запада / The Westerner (реж. Уильям Уайлер)
- 1941 — Гражданин Кейн / Citizen Kane (реж. Орсон Уэллс)
- 1941 — С огоньком / Ball of Fire (реж. Говард Хоукс)
- 1943 – Вне закона / The Outlaw (реж.  Говард Хьюз )
- 1946 — Лучшие годы нашей жизни / The Best Years of Our Lives (реж. Уильям Уайлер)
- 1946 — Песня Юга / Song of the South (реж. Харв Фостер, Уилфред Джэксон)
- 1947 — Жена епископа / The Bishop's Wife (реж. Генри Костер)